# Gongrosargus maculipennis
Gongrosargus maculipennis är en tvåvingeart som först beskrevs av Lindner 1936.  Gongrosargus maculipennis ingår i släktet Gongrosargus och familjen vapenflugor.
Artens utbredningsområde är Madagaskar. Inga underarter finns listade i Catalogue of Life.